# Ödön Zombori
Ödön Zombori (Szenta, 16 settembre 1906 – Budapest, 29 novembre 1989) è stato un lottatore ungherese, specializzato nella lotta libera.

## Palmarès

### Olimpiadi
- Oro a Berlino 1936 nei pesi gallo.
- Argento a Los Angeles 1932 nei pesi gallo.